# バシャムチヘビ
バシャムチヘビ（学名：Masticophis flagellum）は、有鱗目ヘビ亜目ナミヘビ科に属するヘビ。別名・イースタンコーチウィップスネーク。

## 分布
アメリカ合衆国南部、メキシコ北部に生息する

## 形態
全長90〜260cmの大型のヘビ。

## 生態
さまざまな脊椎動物を好む。9亜種程知られているが、亜種間のみならず地域や個体による色彩の変異が多いヘビで様々なカラーバリエーションで知られている。乾燥した丘陵地の岩場、草原、低木林帯に生息する。動きは非常に素早く攻撃性も高く、大きな個体に噛まれると傷を負う。
インディゴスネーク同様悪食で、陸上の脊椎動物なら大抵食べ、ガラガラヘビでも襲う。卵生で4〜20個の卵を産む。

## 語源学
名前が付けられるようになったのは、ジョン博士が付けたもの。鞭のようなスレンダーな容易を持つ故に学名の属名もギリシャ語の鞭の蛇の意で種小名もラテン語の鞭を意味する。英名のコーチウィップも鞭、和名にも鞭がつくからムチヘビというようになる。

## 人間との関係
ペットでも飼育することができるが、身体の柔軟性に欠けやすいため、底面積が広いケースで一部にプレートヒーターやロックヒーターでホットスポットをつくり、紫外線ライトを照射して高めの温度で飼育する。餌は冷凍ウズラ、冷凍マウス、冷凍ヒヨコを与える。